# Міхалово (гміна Чарня)
Міхалово (пол. Michałowo) — село в Польщі, у гміні Чарня Остроленцького повіту Мазовецького воєводства.
Населення — 68 осіб (2011).
У 1975-1998 роках село належало до Остроленцького воєводства.

## Демографія
Демографічна структура станом на 31 березня 2011 року:
|          | Загалом | Допрацездатний вік | Працездатний вік | Постпрацездатний вік |
| -------- | ------- | ------------------ | ---------------- | -------------------- |
| Чоловіки | 34      | 13                 | 20               | 1                    |
| Жінки    | 34      | 9                  | 19               | 6                    |
| Разом    | 68      | 22                 | 39               | 7                    |